# Choice Is Yours
Pour les articles homonymes, voir Choice.
Albums de AAA
Around
(2007) DepArture
(2009)
EPs par AAA
AlohAAA!
(2007) "Buzz Communication" Pre-Release Special Mini Album
(2011)
Choice is yours est le 4e mini album du groupe AAA. Il est sorti sous le label Avex Trax le 18 juin 2008 au Japon. Il atteint la 10e place du classement de l'Oricon et reste classé 2 semaines, pour un total de 16 471 exemplaires vendus. Il sort en format CD et CD+DVD (Clips) et CD+DVD (live).

## Liste des titres
| 1. | Crash                                                         | 3:51 |
| 2. | Hasta la vista (アスタ・ラ・ビスタ)                           | 4:38 |
| 3. | ZAPPER                                                        | 4:01 |
| 4. | Crying Freeman                                                | 3:54 |
| 5. | BET                                                           | 3:09 |
| 6. | Akirerukurai Wagamama na Jiyuu (あきれるくらいわがままな自由) | 4:42 |

| 1. | Crash                  |  |
| 2. | Crash (Off Shot Movie) |  |

| 1.  | Hasta la vista (アスタ・ラ・ビスタ)                           |  |
| 2.  | Soul Edge Boy (ソウルエッジボーイ)                            |  |
| 3.  | Crash                                                         |  |
| 4.  | Akirerukurai Wagamama na Jiyuu (あきれるくらいわがままな自由) |  |
| 5.  | Chewing Gum (チューインガム)                                  |  |
| 6.  | Saikyou Babe (最強 Babe (Chibikko AAA version))               |  |
| 7.  | Get Chu! (Get チュー！ (acoustic version))                    |  |
| 8.  | Bomb A Head! (original: m.c.A・T)                             |  |
| 9.  | Saikyou Babe (最強 Babe)                                      |  |
| 10. | No End Summer                                                 |  |
| 11. | BET                                                           |  |
| 12. | Winter lander! (AAA men's version)                            |  |